# Assaki
Assaki  (in arabo اساكي‎?) è un centro abitato e comune rurale del Marocco situato nella provincia di Taroudant, regione di Souss-Massa. Conta una popolazione di 8 175 abitanti (censimento 2014).